# 嵩屿街道
嵩屿街道是中华人民共和国福建省厦门市海沧区下辖的一个街道办事处。
2014年12月31日，厦门市人民政府批复同意将海沧街道办事处分设为海沧、嵩屿两个街道办事处。嵩屿街道办事处驻滨湖北二路1号滨湖大厦，下辖鳌冠、东屿、钟山、海发、海达、海翔、海虹、未来海岸、北附小9个社区居委会，石塘、贞庵2个村委会。

## 行政区划
嵩屿街道下辖以下村级行政区划单位：
海发社区、吴冠社区、钟山社区、海达社区、未来海岸社区、海虹社区、东屿社区、北附小社区、海翔社区、海林社区、海盛社区、海景社区、石塘村、贞庵村。